# 満渕俊樹
満渕 俊樹（まぶち としき）は、日本の数学者。大阪大学名誉教授。専門は代数幾何学、ケーラー・アインシュタイン計量全体のなす空間上の汎関数である満渕汎関数で知られている。博士課程の指導教員は小林昭七。

## 人物
灘高等学校を経て、1972年3月東京大学理学部数学科卒業。同年に渡米し、カリフォルニア大学バークレー校の大学院数学研究科に編入学、小林昭七の下で学び1977年にPh.D.を取得。ドイツでのボン大学客員研究員を経て帰国。1983年に博士号を取得。大阪大学教養部助教授を経て1994年に理学部助教授、1995年大阪大学大学院理学研究科教授。1980年代後半に満渕汎関数とよばれるケーラー計量全体のなす空間上の汎関数を定義し、ケーラー・アインシュタイン計量の存在にかかわる研究に重要な役割を果たした。また、微分幾何的研究を用いて、代数幾何における安定性の研究にも貢献している。

## 職歴
- 1977年 西独ボン大学 客員研究員
- 1978年 大阪大学, 教養部, 助教授
- 1994年 大阪大学, 理学部, 助教授
- 1995年 大阪大学大学院理学研究科教授
- 2015年 大阪大学名誉教授

## 業績
- 多様体モデュライに対する小林・ヒッチン対応の汎関数的手法による研究

## 顕彰・招待講演
- 2006年 幾何学賞 日本数学会
- 2006年 ICM招待講演（マドリード）[4]